# Persone di nome Nenad
| Questa pagina contiene informazioni ricavate automaticamente dalle voci biografiche con l'ausilio del template Bio e di un bot. L'aggiornamento è periodico e automatico e ricostruisce completamente la pagina. Se manca una persona in questa lista, sei pregato di non aggiungerla, ma accertati piuttosto che la sua voce biografica contenga il template Bio e che i dati anagrafici siano correttamente compilati. Se il template Bio manca, inseriscilo tu stesso o, in alternativa, metti l'avviso {{tmp\|Bio}} che ne segnala la mancanza. Se i dati riportati sono sbagliati, correggi direttamente la voce biografica; le modifiche saranno visibili in questa lista entro pochi giorni. Per chiarimenti vedi il progetto antroponimi. La lista contiene solo le 63 persone che sono citate nell'enciclopedia e per le quali è stato implementato correttamente il template Bio. Pagina aggiornata al 16 ott 2024. |

Questa è una lista di persone presenti nell'enciclopedia che hanno il prenome Nenad, suddivise per attività principale.

## Allenatori di calcio(10)
- Nenad Bjeković, allenatore di calcio e ex calciatore jugoslavo (Lazarevo, n. 1947)
- Nenad Bjelica, allenatore di calcio e ex calciatore croato (Osijek, n. 1971)
- Nenad Đorđević, allenatore di calcio e ex calciatore serbo (Paraćin, n. 1979)
- Nenad Gračan, allenatore di calcio e ex calciatore jugoslavo (Fiume, n. 1962)
- Nenad Kovačević, allenatore di calcio e ex calciatore serbo (Kraljevo, n. 1980)
- Nenad Lalatović, allenatore di calcio e ex calciatore serbo (Belgrado, n. 1977)
- Nenad Milijaš, allenatore di calcio e ex calciatore serbo (Belgrado, n. 1983)
- Nenad Sakić, allenatore di calcio e ex calciatore serbo (Kruševac, n. 1971)
- Nenad Starovlah, allenatore di calcio e ex calciatore jugoslavo (Sarajevo, n. 1955)
- Nenad Šalov, allenatore di calcio e ex calciatore croato (Spalato, n. 1955)

## Allenatori di pallacanestro(1)
- Nenad Trajković, allenatore di pallacanestro serbo (Belgrado, n. 1961)

## Calciatori(28)
- Nenad Adamović, calciatore serbo (Topola, n. 1989)
- Nenad Bjeković, ex calciatore jugoslavo (Belgrado, n. 1974)
- Nenad Brnović, ex calciatore montenegrino (Podgorica, n. 1980)
- Nenad Cvetković, calciatore serbo (Užice, n. 1996)
- Nenad Džodić, ex calciatore serbo (Belgrado, n. 1977)
- Nenad Erić, ex calciatore serbo (Požega, n. 1982)
- Nenad Filipović, calciatore serbo (Užice, n. 1987)
- Nenad Gavrić, calciatore serbo (Šabac, n. 1991)
- Nenad Injac, ex calciatore serbo (Belgrado, n. 1985)
- Nenad Jakšić, ex calciatore jugoslavo (n. 1965)
- Nenad Jestrović, ex calciatore serbo (Belgrado, n. 1976)
- Nenad Jovanović, calciatore serbo (Belgrado, n. 1988)
- Nenad Kiso, ex calciatore bosniaco (Lubiana, n. 1989)
- Nenad Krstičić, ex calciatore serbo (Belgrado, n. 1990)
- Nenad Lukić, calciatore serbo (Sremska Mitrovica, n. 1992)
- Nenad Marinković, ex calciatore serbo (Knjaževac, n. 1988)
- Nenad Maslovar, ex calciatore jugoslavo (n. 1967)
- Nenad Mirosavljević, ex calciatore serbo (Požega, n. 1977)
- Nenad Miškovski, calciatore macedone (Tetovo, n. 1986)
- Nenad Mladenović, ex calciatore serbo (Belgrado, n. 1976)
- Nenad Novaković, ex calciatore serbo (Užice, n. 1982)
- Nenad Savić, ex calciatore svizzero (Serbia, n. 1981)
- Nenad Sević, calciatore serbo (Ljubovija, n. 1996)
- Nenad Šljivić, ex calciatore serbo (Kruševac, n. 1985)
- Nenad Srećković, calciatore serbo (Gornji Milanovac, n. 1988)
- Nenad Tomović, calciatore serbo (Kragujevac, n. 1987)
- Nenad Veselji, ex calciatore serbo (Serbia, n. 1971)
- Nenad Vučković, ex calciatore croato (Signo, n. 1976)

## Cantanti(1)
- Knez, cantante montenegrino (Cettigne, n. 1967)

## Cestisti(11)
- Nenad Delić, cestista croato (Spalato, n. 1984)
- Nenad Dimitrijević, cestista macedone (Skopje, n. 1998)
- Nenad Krstić, ex cestista serbo (Kraljevo, n. 1983)
- Nenad Marković, ex cestista e allenatore di pallacanestro bosniaco (Doboj, n. 1968)
- Nenad Mijatović, ex cestista montenegrino (Spalato, n. 1987)
- Nenad Miljenović, ex cestista serbo (Belgrado, n. 1993)
- Nenad Mišanović, cestista serbo (Bileća, n. 1984)
- Nenad Nerandžić, cestista serbo (Belgrado, n. 1996)
- Nenad Stefanović, ex cestista serbo (Užice, n. 1985)
- Nenad Vučinić, ex cestista e allenatore di pallacanestro jugoslavo (Belgrado, n. 1965)
- Nenad Čanak, ex cestista e allenatore di pallacanestro serbo (Zagabria, n. 1976)

## Compositori di scacchi(1)
- Nenad Petrović, compositore di scacchi croato (Zagabria, n. 1907 - Zagabria, † 1989)

## Dirigenti sportivi(1)
- Nenad Pralija, dirigente sportivo e ex calciatore croato (Spalato, n. 1970)

## Giocatori di poker(1)
- Nenad Medić, giocatore di poker serbo (Apatin, n. 1982)

## Lottatori(1)
- Nenad Žugaj, lottatore croato (Zagabria, n. 1983)

## Lunghisti(1)
- Nenad Stekić, lunghista jugoslavo (Belgrado, n. 1951 - † 2021)

## Nuotatori(1)
- Nenad Buljan, ex nuotatore croato (Zagabria, n. 1978)

## Pallamanisti(2)
- Nenad Kljaić, ex pallamanista e allenatore di pallamano croato (Zagabria, n. 1966)
- Nenad Milosevic, ex pallamanista bosniaco (Zenica, n. 1964)

## Pallanuotisti(1)
- Nenad Vukanić, pallanuotista serbo (Cattaro, n. 1974)

## Politologi(1)
- Nenad Stojanović, politologo svizzero (Sarajevo, n. 1976)

## Scacchisti(1)
- Nenad Šulava, scacchista croato (Osijek, n. 1962 - † 2019)

## Tennisti(1)
- Nenad Zimonjić, tennista e allenatore di tennis serbo (Belgrado, n. 1976)